# قصف سلا (1851)
قصف سلا (بالفرنسية: Bombardement de Salé)، هجوم بحري شنته الجمهورية الفرنسية في عام 1851 ضد مدينة سلا المغربية، ردا على عملية النهب والسلب التي تعرضت لها سفينة بضائع فرنسية من طرف سكان المدينة، ورفض السلطان مولاي عبد الرحمن دفع تعويضات عن تلك البضاعة المنهوبة.
خلال سبع ساعات من القتال، عانت المدفعية المغربية لسلا والتي تدعمها مدفعية الرباط ويقودها الباشا عبد الهادي زنيبر من أضرار كبيرة. فقد استمر قصف الأسطول الفرنسي بقيادة العقيد البحري لويس دوبورديو طيلة الليل محدثا بذلك دمارا كبيرا بالبنية التحتية للمدينة، بما في ذلك المسجد الأعظم، والذي تضرر بشكل كبير.
كانت الخسائر الفرنسية ضئيلة، فقد جرح كل من هنري الرابع وساني بينما لم تتجاوز الخسائر البشرية 4 قتلى و 18 جريحا، بينما ترواحت الخسائر المغربية بين 18 و 22 قتيلا ثلثيهم من المدنيين.
رغم أن النتائج لم تكن محددة بعد انسحاب القوات الفرنسية، فقد اعتبر كلا الجانبين نتائج المعركة كانتصار لهم.

## الخلفية

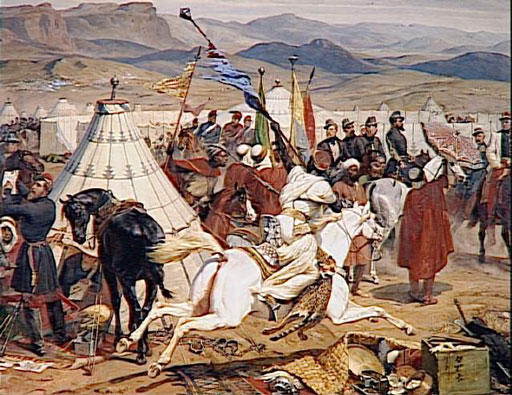
معركة إسلي.

بعد الغزو الفرنسي للجزائر، حمل عبد القادر الجزائري السلاح ضد فرنسا وطلب الدعم من السلطان عبد الرحمان من المغرب، الذي استجاب حينها، مما اثار الحرب الفرنسية-المغربية سنة 1844. قررت فرنسا معاقبة المغرب، وأرسلت أسطولها لقصف مدينة طنجة في 6 أغسطس 1844. وتم تدمير المدينة ودفاعتها بشكل كبير. وقصف الأسطول الفرنسي كذالك فيما بعد مدينة الصويرة واحتل جزيرة موكادور. وفي الوقت نفسه ألحق الجيش الفرنسي الهزيمة بالفرسان المغاربة بقيادة السلطان عبد الرحمان من المغرب، خلال معركة إسلي في 14 أغسطس. طلب السلطان السلام وتم توقيع معاهدة طنجة في أكتوبر 1844. كانت الثأثيرات المعنوية للمعركة صعبة جدا خاصة بالنسبة للمغاربة. فبالإضافة إلى أن المغاربة لم يخسروا أي حرب ضد الأروبيين منذ مايقرب قرنين من الزمن، فقد ظهر ضعفهم العسكري في هذه المعركة. أدت الهزيمة إلى فوضى في كل أنحاء البلاد وثورة في الرباط، في حين أرسل رئيس الشرفاء في سلا رسالة إلى السلطان يشتكي فيها افتقار الناس إلى الأسلحة والذخيرة للدفاع عن المدينة « ضد الكفار » مما أدى إلى توتر الوضع السياسي للإمبراطورية الشريفة.
.

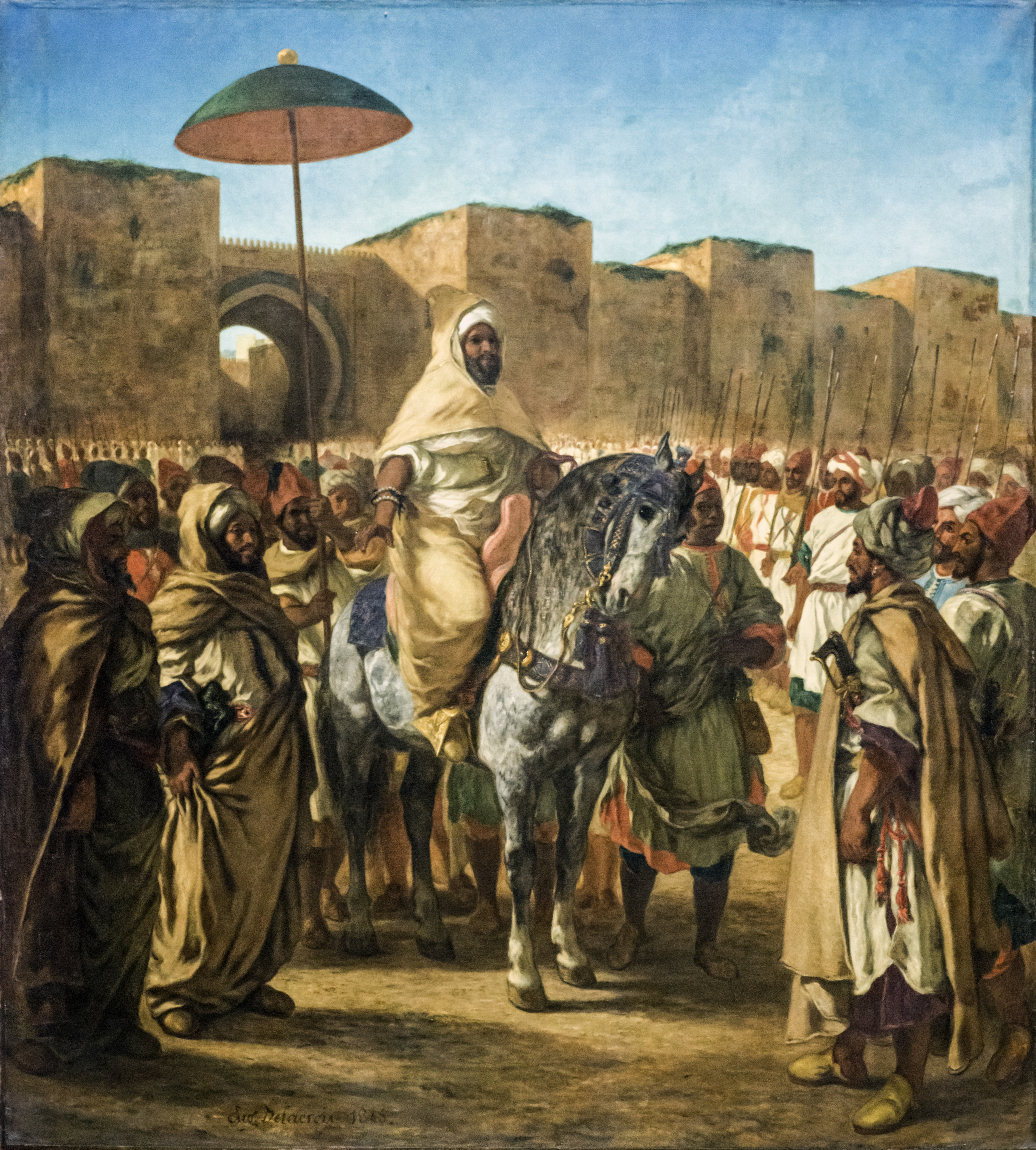
مولاي عبد الرحمان اللوحة من طرف ديلاكروا (1845)

في فرنسا مافتئ الغضب ضد المغرب يتزايد. سلسلة من الأحداث أدت إلى قطع العلاقات الدبلوماسية بين البلدين في أكتوبر 1849. كان من بينها مقتل ساعي الأعمال الفرنسي في أحد سجون البلاد. وتزايد المشاكل الحدودية بشكل ملحوظ. ومن هذا التاريخ تشكل المشروع الاستعماري والمثمثل في بعثة عسكرية إلى المغرب.
طوال سبع سنوات، ما بين 1845 و1851، عان المغرب من أزمة زراعية كبيرة ناجمة عن فترات الجفاف الطويلة مما تسبب في إتلاف المحاصيل. كان الناس يعانون في البلاد، وفي شمال أفريقيا بأكمله. فيما بلغت أثمان القمح والشعير ارتفاعا غير مسبوق. فكانت سنة 1850 أكثر السنوات سوءا. وفي مدينة سلا وكما هو الحال في أي مكان من شمال أفريقيا، كان الناس يتضورون جوعا. هذه الأزمة الزراعية ورغبة فرنسا في الدفاع عن مصالحها والانتقام، سيؤدون إلى قصف سلا.